# Krankentransport
Krankentransport, oft auch als Krankenbeförderung bezeichnet, ist ein medizinisch indizierter Transport eines verletzten oder erkrankten Patientens in einem besonders ausgestatteten Kraftfahrzeug, das während des Transports eine Betreuung durch Fachpersonal ermöglicht. Voraussetzung für einen Krankentransport ist die Einschätzung, dass das Leben des Patienten nicht unmittelbar gefährdet ist.
Dabei meint der Begriff genauer den so genannten qualifizierten Krankentransport. Dieser Begriff ist in den deutschen Landesrettungsdienstgesetzen geregelt. Da der Rettungsdienst in Deutschland Ländersache ist, hat jedes deutsche Bundesland ein eigenständiges Rettungsdienstgesetz mit teilweise abweichenden Regelungen. Der Begriff Krankentransport ist im Normblatt DIN 13050:2002-09 Rettungswesen – Begriffe 3.17 definiert. Krankentransport ist auch eine Einsatzart des Rettungsdienstes. Sie wird von ausgebildetem Rettungsfachpersonal mit einem Krankentransportwagen, unter Umständen auch mit einem Notfallkrankenwagen oder sogar Rettungswagen durchgeführt.
Der Gemeinsame Bundesausschuss regelt in der Krankentransport-Richtlinie die genauen Voraussetzungen, Bedingungen und Inhalte der ärztlichen Verordnung von Krankenfahrten, Krankentransporten und Rettungsfahrten.
Vom qualifizierten Krankentransport zu unterscheiden sind der Patientenfahrdienst beziehungsweise die Krankenfahrt als nichtqualifizierter Krankentransport, der geringere Anforderungen an Personal und Ausrüstung stellt, der Behindertenfahrdienst sowie der Intensivtransport als Transport von intensivmedizinisch behandelten Patienten.

## Notwendigkeit
Indikationen für einen qualifizierten Krankentransport sind:
- Patient ist nicht gehfähig und muss liegend transportiert werden
- Patient hat Luftnot und benötigt die Gabe von Sauerstoff durch Nasenbrille oder Maske
- Patient hat eine Erkrankungen mit einem infektiösen Erreger, der das Tragen spezieller Schutzkleidung für alle Transporteure erforderlich macht
- Patient hat eine Erkrankung, die eine kontinuierliche, medizinische Überwachung notwendig macht (z. B. Blutdruck, Puls, EKG-Überwachung, Sauerstoff-Sättigung)
- Patient ist verwirrt oder desorientiert und muss beim Transport begleitet werden, um beruhigend auf ihn einzuwirken
- Patient hat eine psychische Krise, die eine fachliche Betreuung während des Transports erforderlich macht
- Patient wird von einer Klinik in eine andere Klinik überführt, die die stationäre Behandlung weiterführt
- Patient ist minderjährig und die Begleitung eines Erziehungsberechtigten ist momentan nicht möglich

Alle Patienten, die nicht über eine der oben aufgeführten Kriterien verfügen, sollten mit einem nichtqualifizierten Krankentransport oder mit dem Taxi transportiert werden. Beispiel hierfür sind z. B. Fahrten zur Dialyse, Fahrten zum Facharzt, Fahrten zur Chemo- oder Strahlentherapie oder Fahrten aus dem Krankenhaus nach Hause nach einem stationären Aufenthalt. Auch hier ist eine Kostenübernahme durch die gesetzliche Krankenversicherung möglich, sofern der Transport ärztlich angeordnet und ein Transportschein durch den Arzt ausgestellt wurde.
In Deutschland wurden 2020/2021 im Jahr 13 Mio. Rettungseinsätze durchgeführt, in rund 38 % der Fälle handelte es sich um einen Krankentransport. Dies entspricht rund 5,1 Mio. Krankentransporteinsätzen pro Jahr.
Ein häufiger Grund ist hierbei die Einschränkung bzw. der Verlust der Gehfähigkeit und damit der Mobilität. Dies ist zum Beispiel auch bei alten Menschen durch die fortschreitende Gelenkabnutzung (Arthrose) ein Problem. Weitere Ursachen können Verletzungen der Extremitäten infolge von Unfällen oder chronische Krankheiten sein.
Auch die Zuführung zur freiheitsentziehenden Unterbringung und der Patiententransport erfolgen im Regelfalle ebenfalls durch einen Krankentransport.

## Anbieter
Der so genannte Qualifizierte Krankentransport ist Teil des Öffentlich-Rechtlichen Rettungsdienstes und wird von den Leistungserbringern in diesem Bereich oder von beauftragten Unternehmen nach dem jeweiligen Landesrettungsdienstgesetz abgedeckt.
Dies sind häufig gemeinnützige Organisationen wie das Deutsche Rote Kreuz, der Arbeiter-Samariter-Bund, die Johanniter-Unfall-Hilfe oder der Malteser Hilfsdienst. Neben diesen bekannten Hilfsorganisationen, die in verschiedenen sozialen Bereichen tätig und oft auch international aufgestellt sind, gibt es in einigen Regionen auch kommunale Rettungsdienstbetriebe. In diesen Fällen werden die Rettungsdienstleistungen durch Tochtergesellschaften der Landkreise oder kreisfreien Städte selbst erbracht.
Darüber hinaus gibt es in den meisten Rettungsdienstgesetzen in der Bundesrepublik Deutschland auch eine Rechtsgrundlage für den geschäftsmäßigen Qualifizierten Krankentransport, neben dem öffentlich-rechtlichen Rettungsdienst.

## Kosten
Die Kosten für einen Krankentransport variieren von Ort zu Ort. In der Regel werden dafür durch die zuständige Behörde einheitliche Gebühren festgesetzt, in der Regel durch kommunale Krankentransportgebührensatzung im Rahmen des Ortsrechtes.
So werden in der Stadt Ahlen nach der entsprechenden Satzung folgende Gebühren festgesetzt:
- Krankentransportwagen (KTW) 550.- €
- Rettungswagen (RTW) 1.022.- €
- Notarzteinsatzfahrzeug (NEF) 1.369.- €.

Diese Transportkosten werden, wenn der Transport medizinisch indiziert ist, von der Sozialversicherung übernommen, wobei die transportierende Organisation in der Regel direkt mit der Sozialversicherung abrechnet. Je nach Region und Versicherung kann ein Selbstbehalt zu bezahlen sein. Das Bundessozialgericht hat in einem speziellen Fall im  Urteil vom 6. November 2008 – B 1 KR 38/07 R entschieden, dass der Einsatz des Rettungsdienstes vom Versicherten zu zahlen ist, wenn dieser den notwendigen Transport verweigert.

## Krankenfahrt
Krankenfahrten sind Fahrten, die mit öffentlichen Verkehrsmitteln, privaten Kraftfahrzeugen, Mietwagen oder Taxen durchgeführt werden. Es findet keine medizinisch-fachliche Betreuung des Versicherten statt und bedarf keiner besonderen Ausstattung des Fahrzeugs oder einer Betreuung durch Fachpersonal. Deshalb wird die Krankenfahrt auch als unqualifizierter Transport, im Gegensatz zum Krankentransport bezeichnet.
In welchen Fällen eine Krankenfahrt ganz oder teilweise eine Leistung der gesetzlichen Krankenversicherung (GKV) ist, ist in der Richtlinie des Gemeinsamen Bundesausschusses über die Verordnung von Krankenfahrten, Krankentransportleistungen und Rettungsfahrten nach § 92 Absatz 1 Satz 2 Nummer 12 SGB V (Krankentransport-Richtlinie) geregelt.